# Landeurlaub
Landeurlaub (Originaltitel: Shore Leave, alternativer deutscher Titel: Landurlaub) ist die nach Ausstrahlungsreihenfolge 15. bzw. nach Produktionsreihenfolge 17. Episode der ersten Staffel der Science-Fiction-Fernsehserie Raumschiff Enterprise. Sie wurde in englischer Sprache erstmals am 29. Dezember 1966 bei NBC ausgestrahlt. In Deutschland war sie zum ersten Mal am 30. November 1987 in einer synchronisierten Fassung bei Sat.1 zu sehen, nachdem das ZDF sie bei der deutschen Erstausstrahlung der Serie in den Jahren 1972 bis 1974 übergangen hatte.

## Handlung
Im Jahr 2267, bei Sternzeit 3025,3 untersucht die Enterprise einen augenscheinlich unbewohnten Planeten auf seine Eignung für einen Landurlaub. Auf der Oberfläche sind Schiffsarzt McCoy und Steuermann Sulu äußerst begeistert von der Umgebung. McCoy meint, sie erinnere ihn an Alice im Wunderland. Zu seiner großen Verwunderung laufen kurze Zeit später ein mannshohes weißes Kaninchen und ein blondes Mädchen in einem blauen Kleid an ihm vorbei.
An Bord des Schiffs versuchen der erste Offizier Spock und Yeoman Tonia Barrows Captain Kirk von einem Ausflug auf den Planeten zu überzeugen, doch der meint, er hätte keinen Urlaub nötig. Als McCoy von seiner erstaunlichen Begegnung berichtet, hält Kirk dies für einen Trick. Er lässt sich aber letztlich doch überreden und beamt mit Barrows auf die Oberfläche. Dort treffen sie auf Esteban Rodriguez und Angela Martine, Mitglieder des Erkundungsteams. Kurz darauf trifft McCoy ein und zeigt Kirk die Fußspuren des Kaninchens. Der beschließt, der Sache zunächst auf den Grund zu gehen, bevor weitere Crewmitglieder herunterbeamen dürfen. Plötzlich ertönen Schüsse. Kirk, McCoy und Barrows gehen dem auf den Grund und finden Sulu. Der hat einen alten Revolver entdeckt und macht nun damit Schießübungen. Kirk nimmt den Revolver an sich, dann folgen sie weiteren Fußspuren des Kaninchens. Als McCoy meint, das Ganze komme ihm vor, als würde ihnen jemand Streiche spielen, muss Kirk an einen Kadetten namens Finnegan denken, der ihn während seiner Zeit auf der Sternenflottenakademie ständig auf dem Kieker hatte. Kurz darauf steht er Finnegan leibhaftig gegenüber und die beiden liefern sich eine Prügelei.
Ein Schrei lässt Kirk und McCoy nun zu Barrows eilen. Sie wurde von einer Art Don Juan attackiert, den Sulu nun verfolgt. Kirk will Sulu unterstützen, trifft unterwegs aber auf eine Frau, die aussieht wie seine verflossene Liebe Ruth. Als Rodriguez sich meldet und von Vögeln berichtet, obwohl die Sensoren keine tierischen Lebensformen anzeigen, verlässt Kirk Ruth schweren Herzens und ordnet eine Versammlung des Außenteams an. Indes meldet Spock von der Enterprise, dass er ein Energiefeld auf dem Planeten festgestellt hat, das Energie vom Schiff abzieht und die Kommunikation stört.
McCoy und Barrows sind nun allein unterwegs und er gesteht ihr seine Zuneigung. McCoy erhält einen Funkspruch von Rodriguez, doch der Empfang ist schlecht. Rodriguez und Martine werden von einem Tiger bedroht. Andernorts wird Sulu von einem Samurai attackiert und muss fliehen, da sein Phaser nicht funktioniert. Auf seiner Flucht trifft er Kirk und beide sehen, wie Spock auf den Planeten beamt, um den Captain über seine Entdeckungen zu informieren. Die Drei wollen nun die Quelle des rätselhaften Energiefelds finden.
Die anderen Mitglieder des Außenteams haben sich mittlerweile am Sammelpunkt eingefunden. Dort werden sie von einem Ritter angegriffen. McCoy ist überzeugt, dass es sich bei all den Begegnungen nur um Illusionen handelt und ihnen kein Schaden droht. Er stellt sich dem Ritter in den Weg – und wird getötet. Als Kirk eintrifft, schießt er den Ritter mit Sulus Revolver vom Pferd. Eine Untersuchung ergibt, dass sich unter der Rüstung nur ein künstliches Konstrukt verbirgt. Nun taucht ein Kampfflugzeug am Himmel auf und geht in den Tiefflug über. Rodriguez und Martine fliehen und Martine sinkt, offenbar vom Maschinengewehrfeuer getroffen, zu Boden. Während der Ablenkung durch diese neue Gefahr verschwindet McCoys Leiche unbemerkt.
Spock entwickelt nun die Theorie, dass es sich bei den Erscheinungen um manifestierte Gedanken handelt und fragt Kirk, woran er vor seiner ersten Begegnung gedacht hat. Kirk denkt nun wieder an Finnegan und dieser erscheint erneut. Wieder kommt es zum Kampf, aus dem Kirk schließlich siegreich hervorgeht. Spock findet seine Theorie nun bestätigt und schließt, dass es hier eine Art von Technologie geben muss, die fähig ist, Gedanken zu lesen und Wünsche Realität werden zu lassen.
Zurück am Sammelplatz treffen sie auf einen Mann, der sich als der Verwalter vorstellt und Spocks Ausführungen bestätigt. Er erklärt, dass es hier möglich sei, buchstäblich alles zu erschaffen, doch nichts davon sei von Dauer. Daraufhin tauchen McCoy und Martine unverletzt wieder auf. Der Verwalter bietet der Besatzung der Enterprise einen Urlaub auf dem Planeten an. Solange alle umsichtig mit ihren Wünschen umgehen, sei alles völlig sicher. Kirk willigt ein, möchte selbst aber wieder auf das Schiff zurückkehren. Als nun Ruth erneut auftaucht, entschließt er sich aber doch zu einem Urlaub.

## Besonderheiten

### Verbindungen zu anderen Star-Trek-Produktionen
Einige Elemente aus dieser Folge wurden in späteren Star-Trek-Produktionen wieder aufgegriffen:
- Die Folge 1.09 (Phantasie oder Wirklichkeit) der Zeichentrickserie Die Enterprise von 1973 stellt eine direkte Fortsetzung von Landeurlaub dar. Hier besucht die Enterprise den Vergnügungsplaneten erneut. Die Umsetzung in Zeichentrickform erlaubte es auch, hier die phantastischen unterirdischen Anlagen zu zeigen, die von McCoy in Landeurlaub nur erwähnt werden.
- In Folge 1.06 (Der Reisende) der Serie Raumschiff Enterprise – Das nächste Jahrhundert von 1987 wird die Idee von Gedanken, die Wirklichkeit werden, wieder aufgegriffen. In Folge 3.19 (Picard macht Urlaub) von 1990 wird Kirks Weigerung, trotz offensichtlicher Erschöpfungssymptome einen Urlaub anzutreten, auf Captain Jean-Luc Picard übertragen.
- Auf Alice im Wunderland finden sich in Star Trek zahlreiche Anspielungen. Besonders viele Erwähnungen gibt es in den ersten beiden Staffeln der Serie Star Trek: Discovery aus den Jahren 2017/18. Hier ist es eines der Lieblingsbücher von Amanda Grayson, aus dem sie ihrem Sohn Spock und ihrer Ziehtochter Michael Burnham oft vorliest.

### Besonderheiten der deutschen Synchronfassung
Im Zuge der Veröffentlichung auf DVD und Blu-ray ab 2004 wurde der deutsche Titel der Folge von Landeurlaub in Landurlaub umbenannt.

## Produktion

### Drehbuch
Theodore Sturgeons ursprünglicher Drehbuchentwurf enthielt nach Auffassung von Star-Trek-Schöpfer Gene Roddenberry zu viele unglaubwürdige Fantasy-Elemente. Gene L. Coon wurde daher beauftragt, es umzuschreiben. Das Ergebnis war aber noch fantasy-lastiger, weshalb Roddenberry selbst weitere Korrekturen vornahm. Aus Zeitproblemen war Roddenberry immer noch mit der Umgestaltung des Drehbuchs beschäftigt, als die Dreharbeiten bereits begonnen hatten. Es kam dadurch zu Verzögerungen und für die Folge wurden schließlich sieben anstatt der üblichen sechs Drehtage benötigt.

### Darsteller
Die Rolle von Yeoman Tonia Barrows (Emily Banks) war eigentlich für Janice Rand (Grace Lee Whitney) vorgesehen. Rand war als wiederkehrende Nebenfigur eingeführt worden, wurde aber sehr bald aus der Serie herausgeschrieben und hatte ihren letzten Auftritt in der Folge Spock unter Verdacht. Der ursprüngliche Drehbuchentwurf sah außerdem einige Szenen vor, in denen sich Kirk und Rand näher kommen. Dies wurde abgeändert, indem zum einen eine Romanze zwischen McCoy und Barrows und zum anderen ein Zusammentreffen von Kirk und seiner verflossenen Liebe Ruth gezeigt wurde.
Bruce Mars, Darsteller von Finnegan, spielte auch einen Polizisten in der Folge Ein Planet, genannt Erde.
Barbara Baldavins Rolle sollte ursprünglich Mary Teller heißen. Sie wird am Anfang der Folge auch von Kirk mit „Teller“ angesprochen. Erst während der Dreharbeiten fiel auf, dass Baldavin bereits in der Folge Spock unter Verdacht als Lieutenant Angela Martine eine Nebenrolle gespielt hatte. Es wurde daher kurzfristig entschieden, dass es sich um die gleiche Rolle handeln sollte. In den Credits wird Baldavins Rolle lediglich „Angela“ genannt.
Für Alice-Darstellerin Marcia Brown war dies ihr einziger Auftritt in einer Fernseh-Produktion.
William Blackburn erhielt für seine Darstellung des weißen Kaninchens keine Erwähnung in den Credits der Folge, obwohl es sich um eine Sprechrolle handelte. Blackburn spielte auch zahlreiche Hintergrundfiguren in Raumschiff Enterprise, darunter in 62 Folgen (einschließlich Landeurlaub) Lieutenant Hadley.

### Drehorte und Kulissen

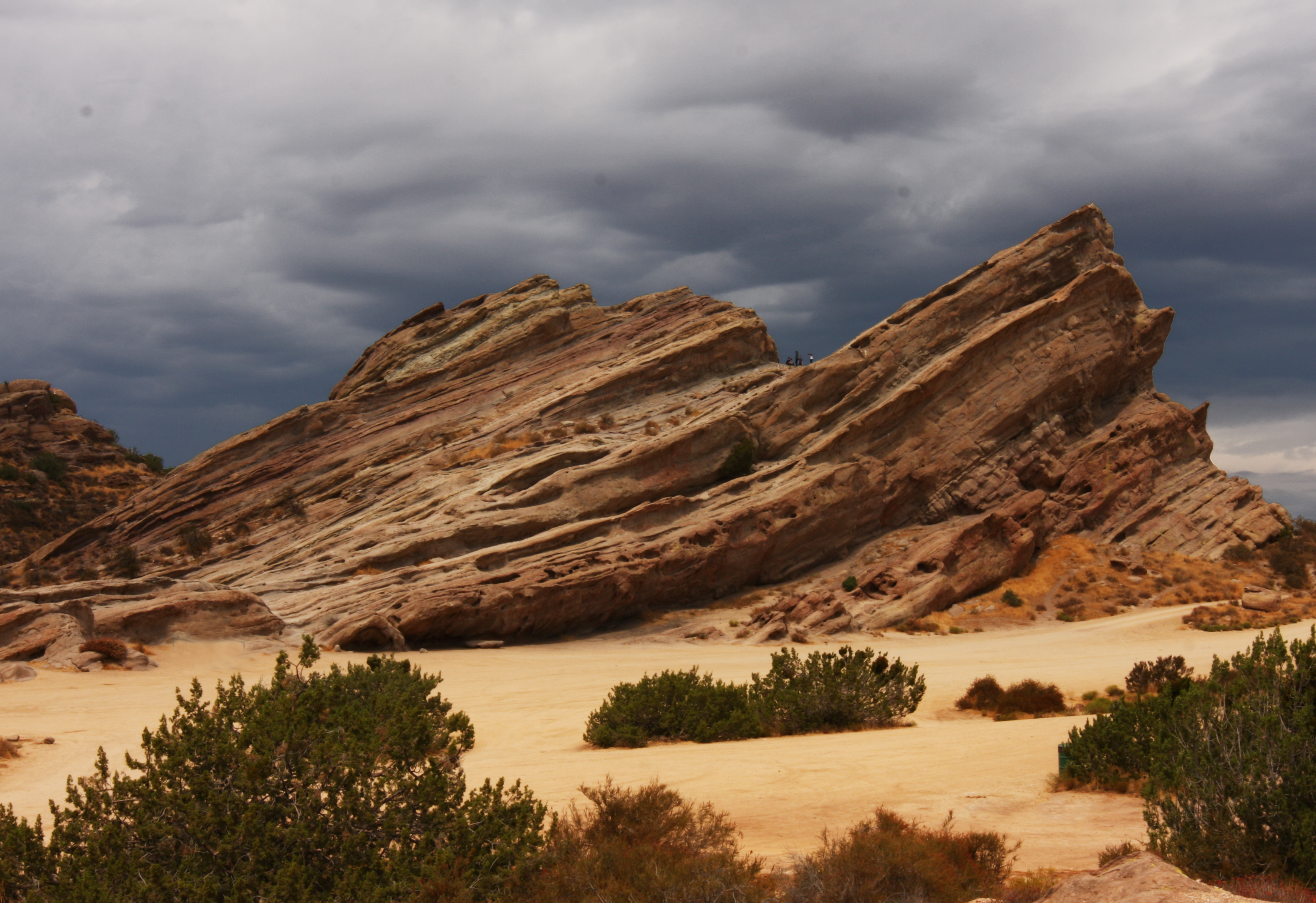
Vasquez Rocks diente in dieser Folge erstmals als Drehort.

Die markante Felsformation Vasquez Rocks wurde in dieser Folge erstmals als Drehort genutzt. Sie wurde später auch in zahlreichen weiteren Star-Trek-Serienfolgen und -Filmen verwendet.
Ein weiterer Drehort war der Tierpark Africa USA in Redwood City.
Einige Felsen und Bäume wurden mit roter Farbe besprüht, um ihnen ein exotischeres Aussehen zu verleihen.

### Musik
Landeurlaub war die erste Folge, für die Gerald Fried die Musik komponierte. Er lehnte sich dabei stark an irische Folkmusik an. Einige von ihm für die Folge neu geschriebenen Stücke wurden später mehrfach wiederverwendet, bspw. das Thema von Finnegan oder das romantische Stück, das bei den Begegnungen von Kirk und Ruth erklingt.

### Sonstiges
Bei den Dreharbeiten kam ein Tiger zum Einsatz, der aber nicht direkt mit den Schauspielern interagierte. Laut Drehbuch sollte auch ein Elefant in der Folge auftreten, der auch angemietet wurde. Unter anderem aus Zeitproblemen wurden dann aber keine Szenen mit dem Tier gedreht.

## Adaptionen
James Blish und J. A. Lawrence schrieben eine Textfassung von Landeurlaub, die auf Englisch erstmals 1977 in der Geschichtensammlung Star Trek 12 erschien. Die deutsche Übersetzung erschien 1978.

## Rezeption
Charlie Jane Anders führte Landeurlaub 2014 auf gizmodo.com in einer Liste der 100 besten bis dahin ausgestrahlten Star-Trek-Folgen auf Platz 60.
David Morgan führte Landeurlaub 2016 auf cbsnews.com als eine der besten Folgen von Raumschiff Enterprise auf.
Aaron Couch und Graeme McMillan erstellten 2016 anlässlich des 50-jährigen Jubiläums von Star Trek in Zusammenarbeit mit verschiedenen Beteiligten aus dem Franchise für den Hollywood Reporter eine Liste der 100 besten bis dahin ausgestrahlten Folgen. Landeurlaub wurde hierbei auf Platz 82 gewählt.
Paul Rowe listete Landeurlaub 2020 auf popmasters.com in einer Aufstellung der 20 besten Folgen von Raumschiff Enterprise auf Platz 14.
Christian Blauvelt listete Landeurlaub 2022 auf hollywood.com in einem Ranking aller 79 Raumschiff-Enterprise-Folgen auf Platz 45.

## Parodien und Anspielungen
Die gesamte Handlung von Folge 1.04 (Goodbye, Polumbus) der Science-Fiction-Fernsehserie Quark von 1978 ist eine Parodie auf Landeurlaub.
In Folge 4.02 (Mr. Universum) der Sitcom Alf von 1989 wird die Folge Landeurlaub erwähnt.
In Folge 6.13 (The Brain That Wouldn't Die) von Mystery Science Theater 3000 von 1993 wird Hauptdarsteller Michael J. Nelson von Finnegan aus Landeurlaub angegriffen.
In Folge 4.03 (Alleine an der PCA) der Comedyserie Zoey 101 gibt es einen Kampf zwischen den beiden Charakteren Dean Rivers und Seamus Finnigan, der eine Hommage an den Kampf zwischen Kirk und Finnegan in Landeurlaub darstellt.